# 4th Infantry Division (Vereinigte Staaten)
Die 4th Infantry Division (deutsch 4. US-Infanteriedivision) ist ein Großverband der United States Army. Das Hauptquartier der rund 16.000 Mann starken Division befindet sich in Fort Carson im US-Bundesstaat Colorado. Das Motto des Verbandes lautet Steadfast and Loyal („standhaft und treu“). Sie wurde seit ihrer Aufstellung 1917 bei fast allen militärischen Konflikten der Vereinigten Staaten eingesetzt. Sie wurde 2004 umstrukturiert zu einer Panzerdivision mit einer eigenen Heeresfliegerbrigade.
Die 4. US-Infanteriedivision war oft ein Experimentalverband für neue Einsatzkonzepte und Verbandsstrukturen. So war sie als eine der ersten Infanteriedivisionen der US Army motorisiert, erprobte als erster Verband das Gefecht der verbundenen Waffen und wurde als erste komplett digitalisiert. Sie war auch einer der ersten Verbände der US Army, bei denen die Heeresreform von 1997 mit dem Konzept einer standardisierten modularen Brigadestruktur (Brigade Combat Teams, „Kampfbrigaden“) vollständig umgesetzt wurde.
Für die Division sind zwei Spitznamen gebräuchlich: Iron Horse, zu deutsch „Dampfross“, und Ivy Division, deutsch „Efeudivision“. Dieser Spitzname und das Abzeichen der Division leiten sich aus einem mehrfachen Wortspiel ab, da die römische Schreibweise der Divisionskardinalzahl „IV“ im Englischen homonym zum Wort ivy (ˈaɪ:vi, englisch für Efeu) ausgesprochen wird. Diese Anspielung auf die Zahl „Vier“ und das Efeublatt finden sich im Wappen der Division wieder, in dem ein stilisiertes Kreuz mit vier Efeublättern dargestellt ist.
In einer weiteren Doppelbedeutung wird durch die Pflanzensymbolik des Efeus im Abzeichen das Motto der Division (Beständigkeit und Treue) wiederholt.

## Geschichte

### Aufstellung

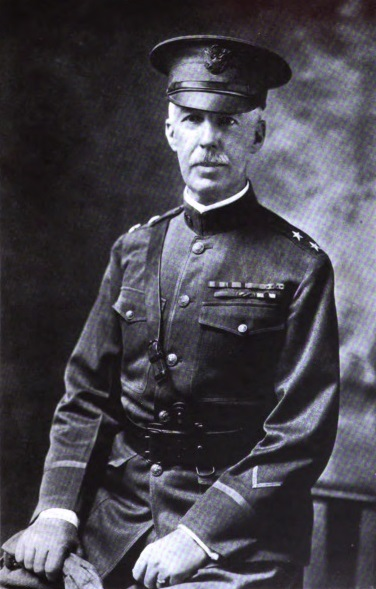
Major General George H. Cameron

Die 4. US-Infanteriedivision wurde nach dem Kriegseintritt der Vereinigten Staaten in den Ersten Weltkrieg im Zuge der Aufrüstung am 10. Dezember 1917 in Camp Greene, North Carolina, als Karree-Division unter dem Kommando von Major General George H. Cameron komplett neu aufgestellt.
Dabei wurde nicht auf bereits vorhandene Einheiten zurückgegriffen. Die Division umfasste etwa 32.000 Mann und setzte sich zu Beginn aus folgenden Verbänden zusammen:
- 7th Infantry Brigade, 7. Infanteriebrigade
  - 39th Infantry Regiment, 39. Infanterieregiment
  - 47th Infantry Regiment, 47. Infanterieregiment
  - 11th Machine Gun Battalion, 11. Maschinengewehrbataillon
- 8th Infantry Brigade, 8. Infanteriebrigade
  - 58th Infantry Regiment, 58. Infanterieregiment
  - 59th Infantry Regiment, 59. Infanterieregiment
  - 12th Machine Gun Battalion, 12. Maschinengewehrbataillon
- 4th Artillery Brigade, 4. Artilleriebrigade
  - 77th Field Artillery Regiment, 77. Feldartillerieregiment
  - 13th Field Artillery Regiment, 13. Feldartillerieregiment
  - 16th Field Artillery Regiment, 16. Feldartillerieregiment
- 4th Engineer Regiment, 4. Pionierregiment
  - 8th Field Signal Battalion, 8. Fernmeldebataillon
- Train Headquarters and Military Police, Nachschubhauptquartier- und Militärpolizeizug
  - 4th Ammunition Train, 4. Munitionskolonne
  - 4th Supply Train, 4. Nachschubkolonne
  - 4th Engineer Train, 4. Pionierkolonne
  - 4th Sanitary Train, 4. Sanitätskolonne
    - 1st Field Hospital, 1. Feldlazarett
    - 19th Field Hospital, 19. Feldlazarett
    - 28th Field Hospital, 28. Feldlazarett
    - 33rd Field Hospital, 33. Feldlazarett

### Erster Weltkrieg

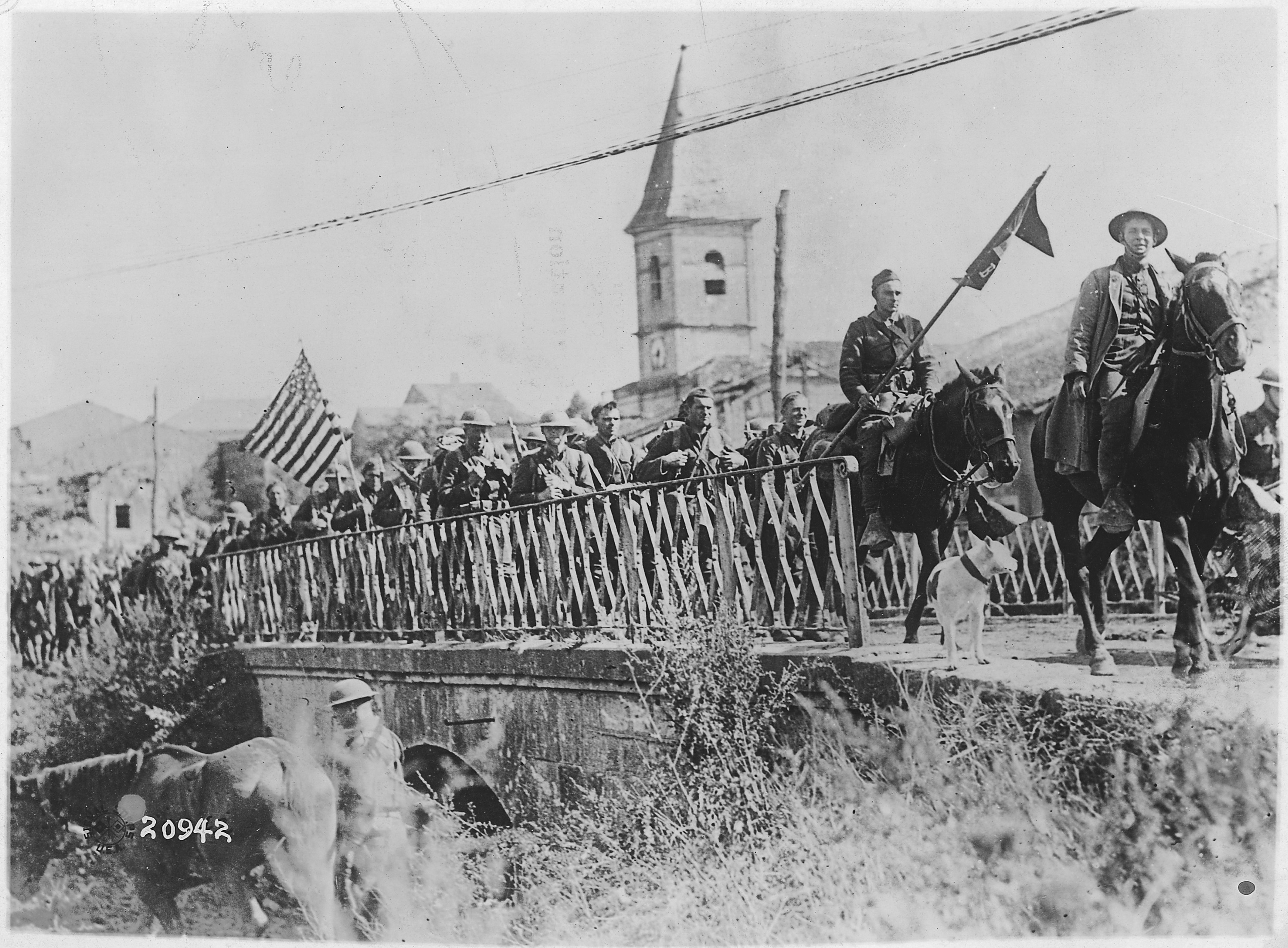
US-Truppen auf dem Rückweg von der Schlacht von St. Mihiel

Die Division wurde Anfang Juni 1918 im Rahmen des amerikanischen Expeditionskorps (American Expeditionary Forces) unter General John J. Pershing nach Frankreich verlegt, dort zunächst aufgeteilt und verschiedenen französischen Infanteriedivisionen zugeordnet. Während der Gegenoffensive aus dem Wald von Villers-Cotterêts (ab 18. Juli 1918) wurden die aufgeteilten Brigaden der Division bei der französischen 6. Armee im Raum La Ferté-Milon und am Clignon-Abschnitt als Reserve eingesetzt.

#### St. Mihiel-Offensive
Die Vereinigten Staaten setzten anschließend durch, dass ihre Streitkräfte eigenständig neben denen der europäischen Alliierten, Frankreich und dem Vereinigten Königreich operieren durften. Im August 1918 wurde die Division wieder als eigenständiger Verband zusammengefasst und der neu aufgestellten 1. US-Armee unterstellt. Am 12. September 1918 hatte der Verband seinen ersten Kampfeinsatz in der Schlacht von St. Mihiel. Die 4. Division unter Generalmajor John L. Hines bildete als Teil des V. US-Korps im Rahmen einer Zangenoperation die linke Zange und sollte das östlich gelegene IV. US-Korps im Rücken der deutschen Stellungen treffen. Durch diese Bewegung sollten die Deutschen im Raum St. Mihiel eingekesselt werden. Der Angriff begann am 15. September, als die 8. Infanteriebrigade Manheulles einnahm. Die deutschen Einheiten konnten ihren Frontvorsprung nicht halten und es gelang den amerikanischen Verbänden, in dieser Schlacht den gegnerischen Frontvorsprung zugunsten der Entente zu begradigen.

#### Maas-Argonnen-Offensive
Am 26. September 1918 begann die letzte große Schlacht des Ersten Weltkrieges, die Maas-Argonnen-Offensive. Ziel der Alliierten war die Eroberung der Stadt Sedan an der Maas, weil sich dort mehrere für die deutschen Truppen lebensnotwendige Versorgungslinien trafen.
Im Schutz der Dunkelheit konnten die amerikanischen Korps am 26. September unbemerkt ihre Bereitstellungsräume für den Angriff im Raum St. Mihiel einnehmen. Das III. US-Korps einschließlich der 4. US-Infanteriedivision hielt die rechte östliche Flanke des Frontabschnitts, links daneben ging das V. US-Korps in Stellung. Innerhalb des Abschnitts des III. Korps nahm die 33. US-Infanteriedivision den rechten, die 80. US-Infanteriedivision den zentralen und die 4. US-Infanteriedivision mit der 79. US-Infanteriedivision des V. Korps an ihrer Seite den linken Sektor ein. Der Angriff führte durch ein schmales Tal; die 7. Brigade durchquerte es zügig und erreichte um neun Uhr die äußerste Verteidigungslinie von Cuisy. Trotz des entschlossenen Widerstands der deutschen Truppen konnten diese den Ort nicht halten. Am Ende des Tages verlegte die 4. Division ihr Hauptquartier nach Cuisy.

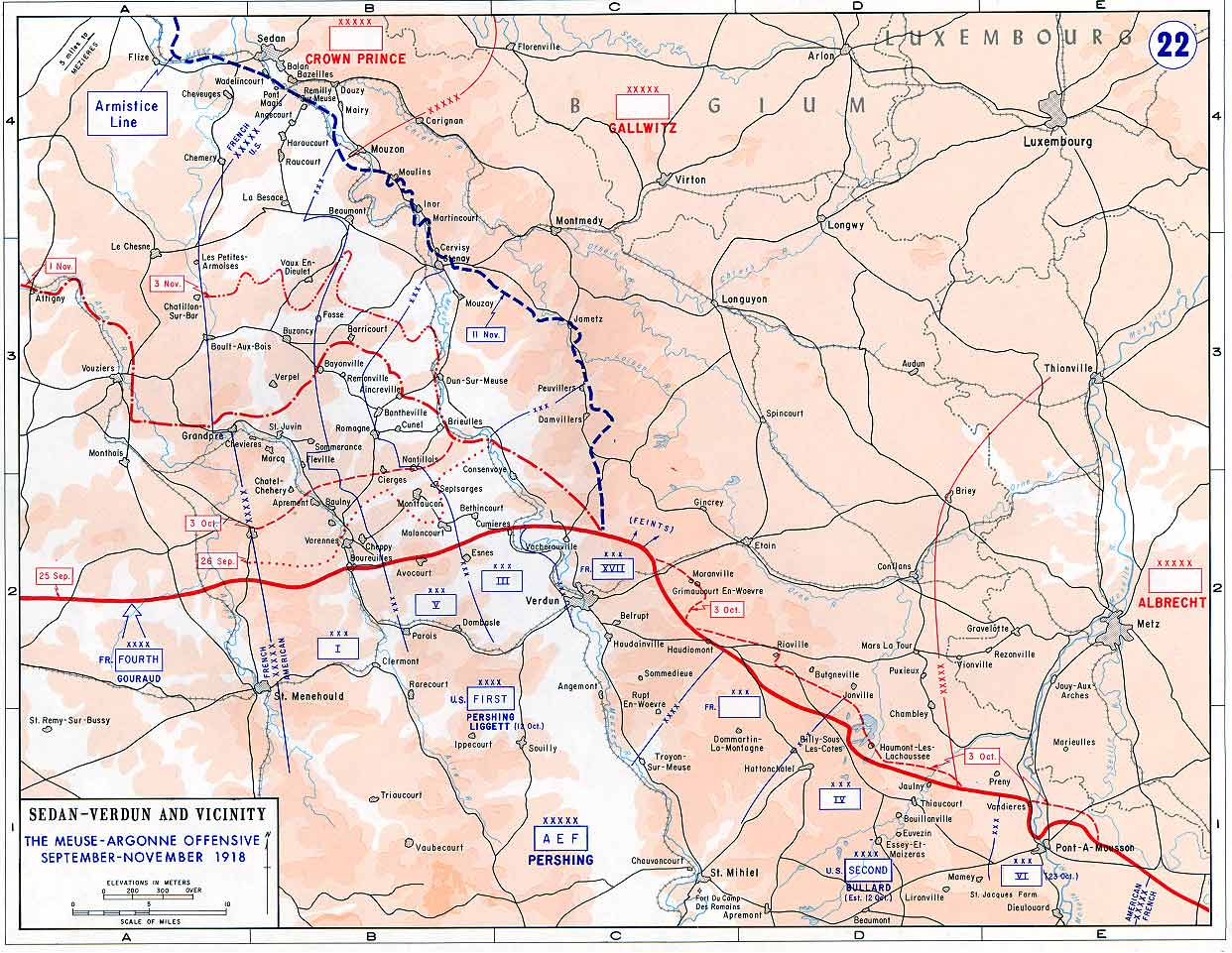
Frontverlauf bei Beginn der Maas-Argonnen-Offensive

Die Schlacht dauerte vom 27. September bis zum 3. Oktober an, ohne dass der Verband nennenswerte weitere Fronteinbrüche erzielte, während das von Trommelfeuer zerfurchte Gebiet das Heranführen von Nachschub und Truppen zunehmend erschwerte. Die zweite Phase der Schlacht zielte in Richtung Brieulles und begann, als die vordersten Truppen ausreichend versorgt werden konnten. Am 4. Oktober verließ die 8. Brigade ihre Schützengräben und griff im dichten Nebel an. Als sich dieser legte, nahmen die deutschen Truppen sie von drei Seiten ins Kreuzfeuer. Trotz schwerer Verluste konnte sich die Brigade in Bois de Fays festsetzen. In den nächsten vier Tagen erlitt die Division weitere hohe Verluste durch schweren Artillerie- und Gasbeschuss. Die 8. Brigade wurde zurückgezogen und durch die 7. Brigade ersetzt. Am 9. Oktober setzte der Verband den Angriff auf Befehl Pershings fort und konnte bis zum 12. Oktober das Gebiet um Bois de Foret einnehmen und sichern. Am 13. Oktober wurde die Division von der 3. US-Infanteriedivision abgelöst und bis zum 19. Oktober von der Front zurückgezogen.
Am 10. Oktober wurde Generalmajor George H. Cameron von Generalmajor John L. Hines als Interimskommandeur des III. Korps abgelöst. Cameron übernahm wieder das Kommando über die 4. US-Infanteriedivision. Die Division wurde der 2. US-Armee unterstellt und in Lucey stationiert. Am 22. Oktober übernahm Cameron ein neues Kommando in den Vereinigten Staaten und wurde zwischenzeitlich durch den Kommandeur der 7. Brigade, Brigadier General Benjamin A. Poore ersetzt. Am 31. Oktober 1918 übernahm dann Generalmajor Mark L. Hersey das Kommando.
Bei der Unterzeichnung des Waffenstillstands am 11. November 1918 war die 4. US-Infanteriedivision der einzige US-Verband, der sowohl im britischen als auch im französischen Frontabschnitt zum Einsatz gekommen war. Die Verluste der Division betrugen 2611 Tote und 9895 Verwundete.

### Besatzungszeit in Deutschland und Demobilisierung
Das Deutsche Reich musste sein Militär aus allen Gebieten westlich des Rheins abziehen und amerikanische Truppen besetzten das Zentrum dieser Gebiete bis zum Brückenkopf Koblenz. Die Ivy Division legte in einem 15-tägigen Eilmarsch 330 Meilen (etwa 531 km) zurück, begab sich auf deutsches Territorium und richtete ihr Hauptquartier in Bad Bertrich ein. Dort fungierte sie als Besatzungsmacht und wurde im April 1919 ins nördliche Rheinland verlegt. Im Juli 1919 kehrte sie zurück nach Frankreich, um am 13. Juli zurück in die Vereinigten Staaten eingeschifft zu werden. Sie wurde in Fort Lewis im US-Bundesstaat Washington stationiert, bis sie am 20. September 1921 im Rahmen des Reorganization Act von 1920 demobilisiert wurde. Allerdings bestand die Division auch in den folgenden Jahren auf dem Papier weiter. Die 8. Brigade der Division blieb bestehen und Teile des Hauptquartiers der Division wurden von Reservisten aufgefüllt.

### Neuaufstellung und Zweiter Weltkrieg
Am 1. Juni 1940 wurde die 4. US-Infanteriedivision in Fort Benning im US-Bundesstaat Georgia unter dem Kommando von Major General Walter E. Prosser als Triangulare Division (drei Infanterieregimenter anstatt vier) neu aufgestellt. Am 1. August wurde sie gemäß dem Table of Organization and Equipment (deutsch: „Stärke- und Ausrüstungsnachweisung“) des Kriegsministeriums zu einer motorisierten Infanteriedivision umgewidmet, entsprechend reorganisiert und gemeinsam mit der ebenfalls umorganisierten 2. US-Panzerdivision (ehemals 2. US-Kavalleriedivision) dem I. US-Panzerkorps unterstellt. Nach dem Abschluss dieser Umstrukturierung wurde sie in Dry Prong im US-Bundesstaat Louisiana stationiert, wo sie mit intensiven Ausbildungsmaßnahmen begann und die neue taktische Ausrichtung verinnerlichte.
In den 1930er-Jahren waren im Kriegsministerium neue Theorien des kombinierten Kampfes verschiedener Waffengattungen (Gefecht der verbundenen Waffen) entwickelt worden. In der Zeit von 1941 bis 1943 diente die Ivy Division an verschiedenen Standorten als Experimentalverband, um diese Theorien in zahlreichen Manövern und unterschiedlichen militärischen Großverbandsstrukturen zu erproben und so die Grundlagen einer modernen Gefechtsführung mit verbundenen Waffen in der Praxis zu entwickeln.:S. 10 Im September wurde sie nach Camp Gordon Johnson in Carabelle, Florida, verlegt, um dort amphibische Landungen zu üben. Die nun motorisierte 4. US-Infanteriedivision setzte sich aus folgenden Verbänden zusammen:
- 8th Infantry Regiment – 8. Infanterieregiment
- 12th Infantry Regiment – 12. Infanterieregiment
- 22nd Infantry Regiment – 22. Infanterieregiment
- 20th Field Artillery Battalion (155 mm) – 20. Feldartilleriebataillon
- 29th Field Artillery Battalion (105 mm) – 29. Feldartilleriebataillon
- 42nd Field Artillery Battalion (105 mm) – 42. Feldartilleriebataillon
- 44th Field Artillery Battalion (105 mm) – 44. Feldartilleriebataillon
- 4th Reconnaissance Troop – 4. Aufklärungskompanie
- 4th Engineer Battalion – 4. Pionierbataillon
- 4th Medical Battalion – 4. Sanitäts-Bataillon
- 4th Quartermaster Battalion – 4. Quartiermeisterbataillon
- 4th Signal Company – 4. Fernmeldekompanie
- 704th Ordnance Company (LM) – 704. Kampfmittelkompanie (Light Maintenance)

#### Landung in der Normandie

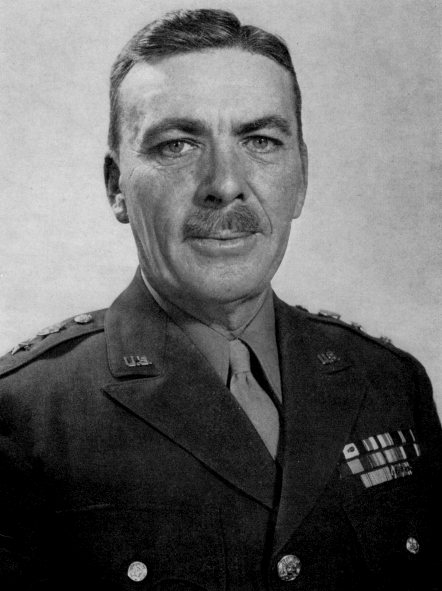
Major General Raymond O. Barton

Am 18. Januar 1944 wurde die Division nach Großbritannien verlegt, um sich auf die geplante Operation Overlord – die Landung der Alliierten in der Normandie – vorzubereiten.
Obwohl der Küstenabschnitt schwieriges Gelände bot, hatte sich das alliierte Oberkommando für eine Landung in der Normandie entschieden, weil der Atlantikwall dort lange nicht so stark ausgebaut war wie im Gebiet um Calais und man davon ausging, dass das militärische Überraschungsmoment dort am größten sein würde. Aufgrund der Truppenkonzentrationen der Wehrmacht glaubte man auf alliierter Seite, dass die Deutschen eher mit einer Landung an der engsten Stelle zwischen England und Frankreich rechneten.

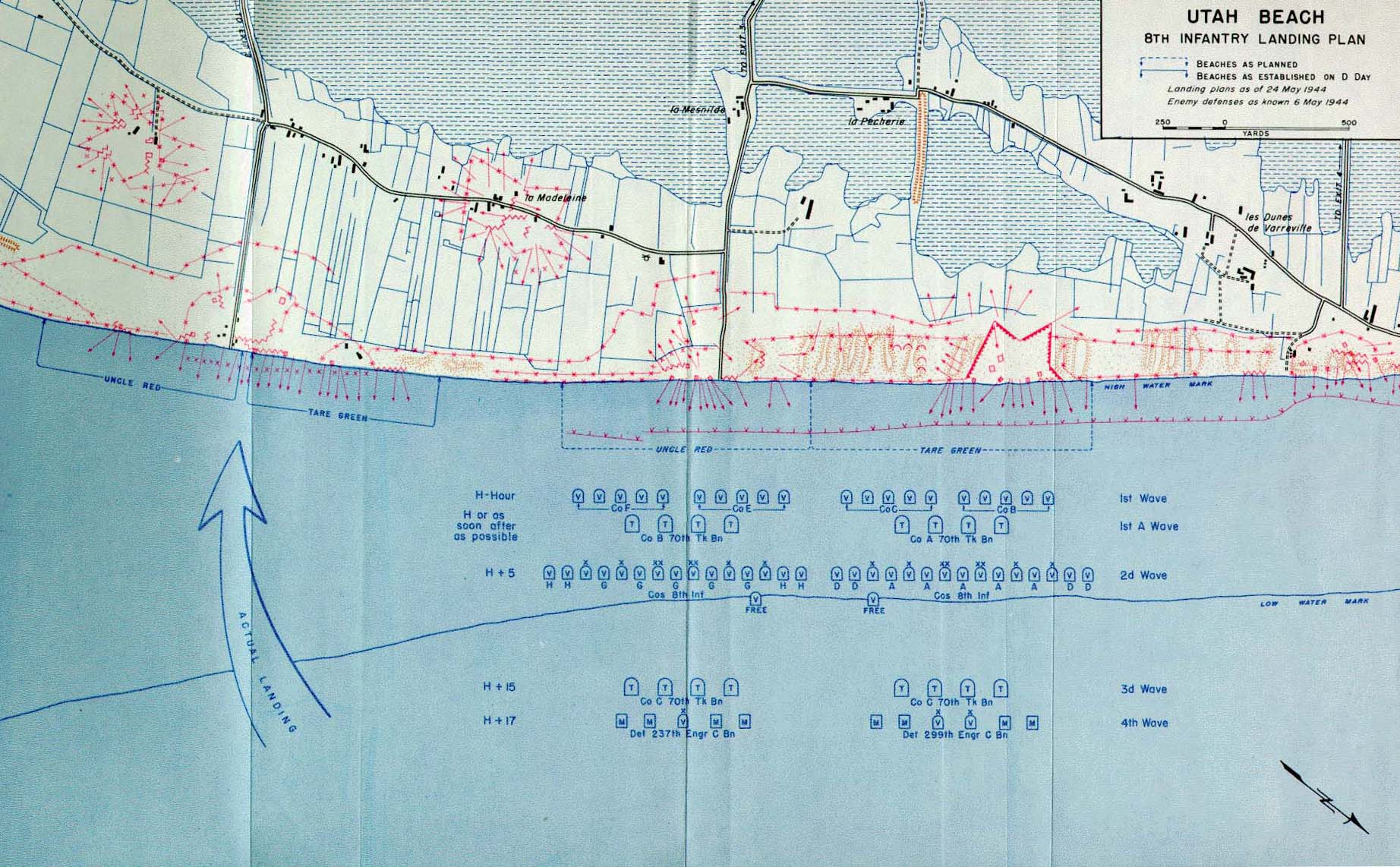
Landungsabschnitt Utah Beach

Am 6. Juni 1944 ging die Division unter Major General Raymond Barton im Rahmen des VII. Korps während der größten amphibischen Landungsoperation aller Zeiten in ihrem Abschnitt Utah Beach an Land. Die erste Welle erreichte jedoch 1800 Meter südlich des geplanten Landeabschnitts das Ufer. Dies war die Folge einer starken seitlichen Strömung, welche die Landungsboote nach Süden abdrängte. Da die Küstenlinie infolge des vorangegangenen Beschusses von Rauchwolken verdeckt war, fehlten den Besatzungen Orientierungspunkte für eine Kurskorrektur.

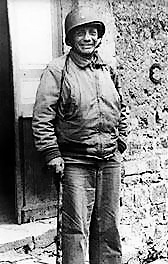
Brigadier General Theodore Roosevelt, Jr.

Trotz der Landung an einem nicht dafür vorgesehenen Küstenabschnitt trat bei den angelandeten Truppen nur wenig Verwirrung ein. Allerdings ließen sich einzelne Befehle nicht im Detail ausführen. Brigadegeneral Theodore Roosevelt, Jr., dem einzigen persönlich an der Landung teilnehmenden US-General und stellvertretenden Kommandeur der 4. US-Infanteriedivision, gelang es jedoch, trotz dieser Nachteile die Ordnung den Umständen entsprechend zu wahren und die erreichbaren starken deutschen Stellungen angreifen zu lassen. Die 4. Infanteriedivision griff die Batterie von Crisbecq zwischen dem 6. und 12. Juni 1944 mehrfach an. Die Truppe konnte zu den Hauptstraßen im Hinterland vorstoßen und die deutschen Kräfte von dort aus weiter attackieren.
Das 8. Infanterieregiment war dabei die erste Nicht-Luftlandeeinheit der Alliierten, die französischen Boden betrat. Nach der Sicherung ihres Landeabschnitts, den sie unter großen Verlusten erobert hatte, schlug sie sich zur 82. US-Luftlandedivision durch, die bei Sainte-Mère-Église festsaß. Anschließend eroberte sie die Halbinsel Cotentin und nahm am 25. Juni 1944 gemeinsam mit anderen Truppen Cherbourg ein. Die Verluste des Verbandes bei der Landung in der Normandie betrugen über 5.000 Tote und Verwundete.
Am Tag des Beginns des amerikanischen Ausbruchsunternehmens aus dem Landekopf, der Operation Cobra, am 25. Juli 1944, „verlief der Angriff (des VII. US-Korps auf dem linken Flügel) – mit der 9. Division rechts, der 4. Division in der Mitte und der 30. Division links – planmäßig. Sein allgemeines Ziel war die Straße Marigny – St. Gilles.“ Die Infanterie sollte eine Gasse für die nachfolgenden Panzer-Divisionen freimachen und dann seitlich ausschwenken. Am 26. Juli folgten morgens bereits die 2. und die 3. US-Panzer-Division.
Die 4. Infanteriedivision übernahm in den folgenden Tagen Deckungsaufgaben mit einem Teil der 3. US-Panzer-Division im Raum Villedieu und stand während des Gegenangriffs der deutschen 7. Armee in der Nacht vom 6. August bei Mortain vor Sourdeval der deutschen 116. Panzer-Division gegenüber.

„Am 7. August setzte er (Omar N. Bradley), während die 30. Division den deutschen Flügel bei Mortain in Schach hielt, die 4. Division und einen Teil der 3. Panzer-Division ein, um die von den Deutschen in der Mitte erzielten tiefen Einbrüche abzuriegeln, und zerschlug durch Fortführung des Angriffs auf Sourdeval v. Funcks [Kommandeur des deutschen XXXXVII. Panzer-Korps] rechten Flügel. Die 116. Panzer-Division wurde hier, als die Infanterie in ihrer Flanke wich, in die Verteidigung gedrängt ...“

Nach der Abwehr des deutschen Angriffs marschierte die 4. Infanterie-Division um die deutsche Südflanke herum und war beim Vorstoß der 3. US-Armee (unter George S. Patton) nach Norden auf Argentan dem XV. US-Korps unterstellt. Noch während der Schlacht um den Kessel von Falaise wurde die Division dem V. US-Korps (Generalmajor Leonard T. Gerow) zusammen mit der französischen 2. Panzer-Division zum Vormarsch an die Seine angeschlossen.
Am 6. Juni 1944 kam es zu Kriegsverbrechen von Angehörigen der Division an deutschen Kriegsgefangenen. Bei Hermanville-sur-Mer wurden mehrere deutsche Soldaten, die sich ergeben hatten, von Soldaten der Division erschossen.

#### Befreiung von Paris und Schlacht im Hürtgenwald

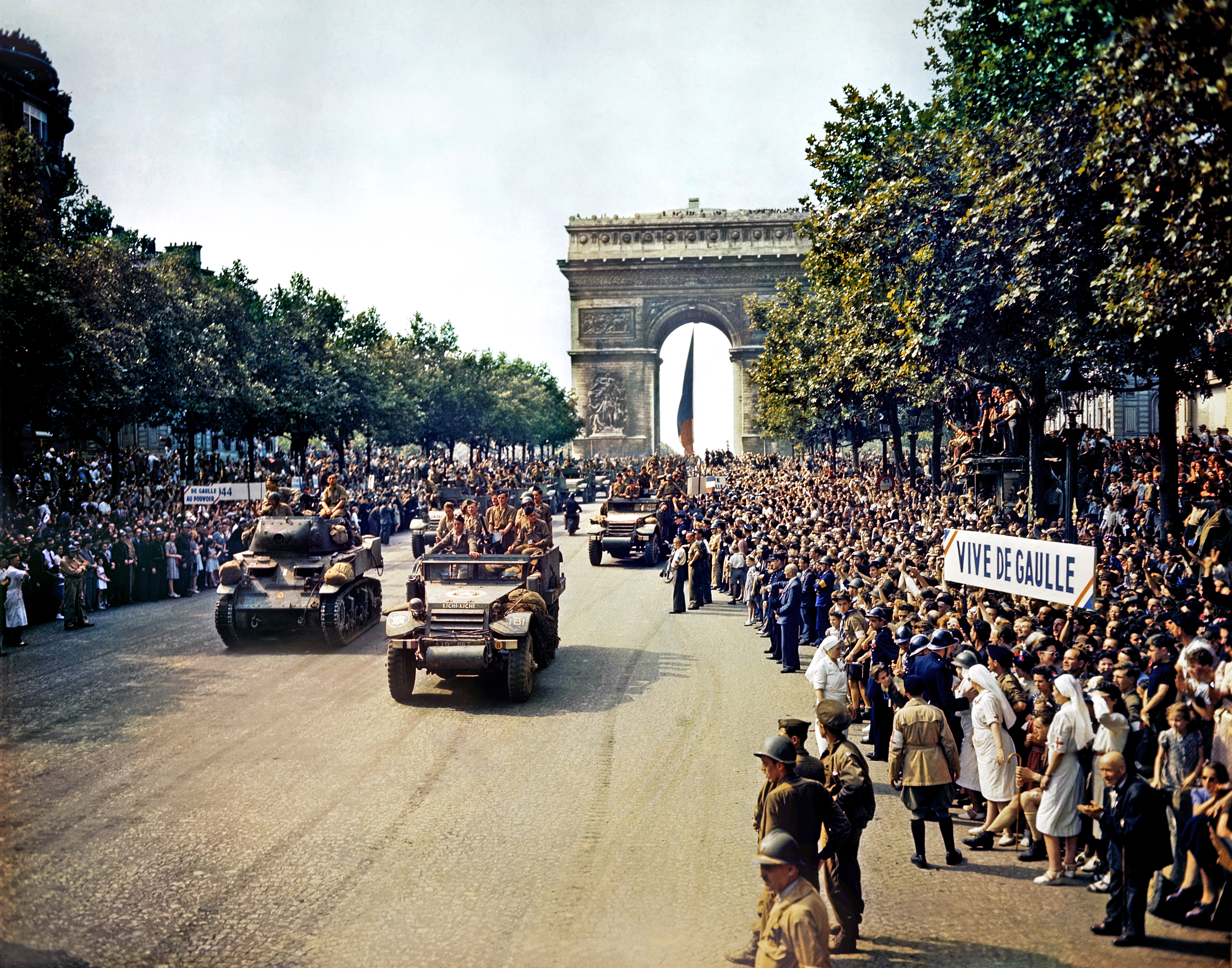
Triumphaler Einmarsch in Paris

Der 4. US-Infanterie-Division wurde die Ehre zuteil,

„sofort nach Ablauf des ‚Waffenstillstandes‘ (in der Stadt zwischen dem deutschen General Dietrich von Choltitz und der militärischen F.F.I. – offiziell bis zum 23. August 1944, 12:00 Uhr) mit der französischen 2. Panzer-Division [...] unter Vermeidung schwerer Kämpfe in die Stadt einzurücken. Den 24. August über wurden Gerows Divisionen von Nachhuten und Straßensperren in den Vororten aufgehalten. Am nächsten Morgen aber rollten die Franzosen von Westen und die Amerikaner von Süden ins Stadtinnere, zum Herzen von Paris.“

Die 4. US-Infanterie-Division war als einziger amerikanischer Verband an der Befreiung von Paris beteiligt. Die Stadt wurde vom deutschen Garnisonskommandeur von Choltitz am 25. August 1944 offiziell kampflos übergeben.
Allerdings hielten sich die in der französischen Hauptstadt zahlreich vorhandenen Einheiten der allgemeinen SS, der Gestapo, des SD und der Waffen-SS nicht an die Kapitulationsvereinbarung und leisteten der Résistance Widerstand, der aber niedergeschlagen wurde.
Nach einer Ruhephase wurde die Division über Houffalize nach Belgien verlegt, um am 14. November 1944 den Westwall in der Schnee-Eifel anzugreifen. Bei diesem Angriff gelangen ihr einige Einbrüche.
Bis November kam die Division nur langsam voran, da das Wetter die alliierte Luftüberlegenheit behinderte und sich die deutschen Verbände trotz ihrer zahlenmäßigen Unterlegenheit als zähe Gegner erwiesen.
In der Schlacht im Hürtgenwald traf die Ivy Division auf äußerst starke deutsche Gegenwehr, sodass das alliierte Operationsziel gefährdet schien, an dieser Stelle durchzubrechen, um den entlang der Rurfront stehenden deutschen Verbänden in die Flanke zu fallen. In dieser Schlacht erlebte die Division wahrscheinlich ihre schwersten Kämpfe des Zweiten Weltkrieges. Der Hürtgenwald, ein 140 km² großes Waldplateau nordöstlich der belgisch-deutschen Grenze, südlich der Linie Aachen–Düren und westlich der Rur gelegen, stellte für beide Seiten eine enorm wichtige Höhe dar. Für die Deutschen eignete sich seine Beschaffenheit hervorragend für eine defensive Gefechtsführung, unter anderem, weil er Schutz vor Luftangriffen bot. Ein Halten des Abschnitts galt als notwendig, um die Nordflanke des Aufmarschs der geplanten Ardennenoffensive zu schützen. Für die Alliierten war die Einnahme des Hürtgenwalds Voraussetzung für den Durchbruch zum Rhein und das Sprengen der Rurfront. Die Division wurde am 7. Dezember 1944 aus der Schlacht herausgelöst, nachdem sie mit 7500 Verwundeten und Toten fast ein Drittel ihrer Mannstärke verloren hatte.:S. 16 In der Etappe in Luxemburg sollte sie ihre enormen Verluste ausgleichen, welche die bei der Landung in der Normandie erlittenen noch übertrafen und die schwersten der Division während des Zweiten Weltkrieges darstellten.

#### Ardennen-Offensive und Kriegsende

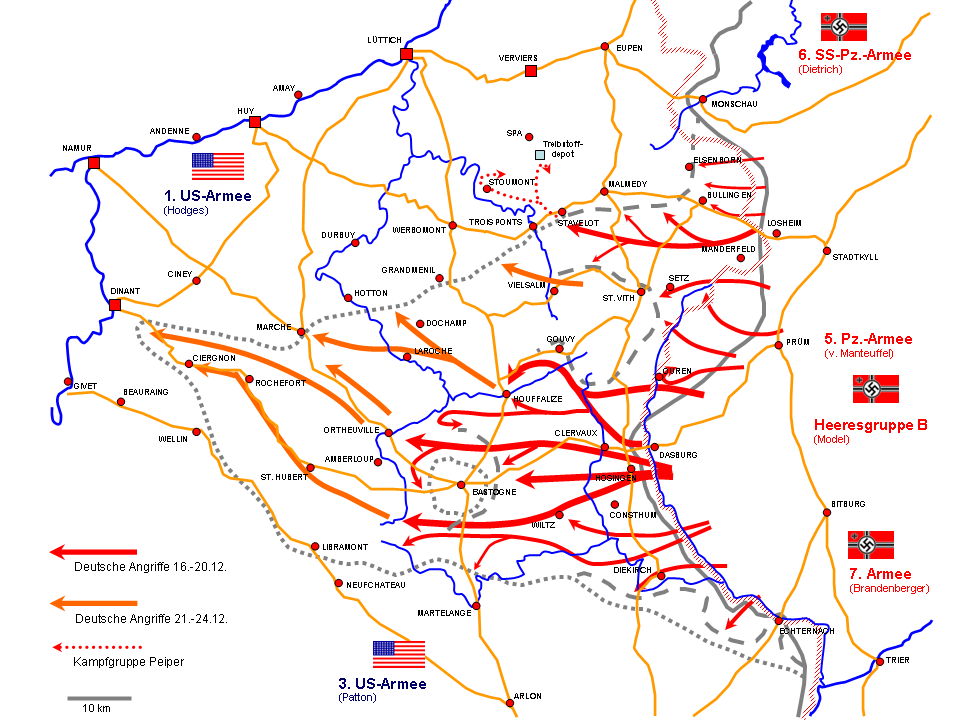
Die Ardennen-Offensive

Die eben erst aus dem Hürtgenwald herausgezogene und schwer angeschlagene Division wurde nach Luxemburg verlegt, wo sie am 16. Dezember 1944 von der Ardennen-Offensive der Deutschen überrascht wurde. Obwohl sie zunächst zurückweichen musste, gelang es ihr, den Frontabschnitt zwischen Dickweiler und Osweiler zu stabilisieren, im Januar 1945 die Sauer zu überqueren, und die erschöpften deutschen Einheiten in ihren Stellungen in Fouhren und Vianden zu überrennen. Erst bei Prüm konnte ihr Vorstoß durch heftigen deutschen Widerstand zum Halten gebracht werden. Dennoch gelang ihr am 28. Februar 1945 das Übersetzen nahe Olzheim und der schnelle Vorstoß entlang der Kyll am 7. März. Nach einer kurzen Ruhezeit zur Auffrischung und zum Ersatz der Verluste überquerte die „Vierte“ am 29. März bei Worms den Rhein, eroberte anschließend Würzburg und bildete am 3. April 1945 einen Brückenkopf am Main bei Ochsenfurt. Anschließend nahm sie Bad Mergentheim, Rothenburg, Crailsheim und Aalen. Am 25. April überquerte sie die Donau bei Lauingen und schwenkte in Richtung München.
Insgesamt machte die 4. US-Infanteriedivision im März und April 1945 über 50.000 Kriegsgefangene.:S. 19
Anfang Mai erreichte der Verband bei Miesbach die Isar, wonach er aus der Front herausgelöst wurde, an keinen Kampfhandlungen mehr teilnahm und nur noch Besatzungsaufgaben wahrnahm.
Die Verluste der 4. US-Infanteriedivision im Zweiten Weltkrieg betrugen insgesamt rund 22.660 Tote und Verwundete.

### Reorganisation und Zwischenjahre
Nach seiner Rückverlegung in die Vereinigten Staaten im Juni 1945 wurde der Verband in Camp Butner im US-Bundesstaat North Carolina stationiert, um sich auf den Kriegseinsatz gegen Japan im pazifischen Raum vorzubereiten. Dazu kam es jedoch nicht mehr, weil Japan nach dem Atombombenabwürfen auf Hiroshima und Nagasaki seine bedingungslose Kapitulation erklärte und eine Landung auf dem japanischen Festland unnötig wurde.
Am 5. März 1946 wurde die Division zum zweiten Mal demobilisiert, jedoch nur ein Jahr später, am 15. Juli 1947, wieder aktiviert, um als reine Ausbildungseinheit in Fort Ord, Kalifornien, zu dienen.
Am 10. Oktober 1950 wurde die „Vierte“ wieder zur Kampfeinheit umgewidmet, was eine umfangreiche Neuorganisation und eine erneute Verlegung nach Fort Benning, Georgia, nach sich zog.:S. 20
Im Mai 1951 wurde die Division angesichts des durch den Koreakrieg eskalierenden Kalten Krieges als eine von vier US-Divisionen der NATO unterstellt. Sie kam nach Westdeutschland zur 7. US-Armee, V. Korps. Das Hauptquartier war in der Drake-Kaserne, Frankfurt am Main. Weitere Standorte waren Büdingen, Butzbach, Gelnhausen, Hanau, Mannheim und Schweinfurt.
Zwischen 1951 und 1953 unterstützte die 4. US-Infanteriedivision indirekt die US-Truppen im Koreakrieg durch regelmäßige Abkommandierung von Personal zu dort kämpfenden Einheiten, um deren Verluste auszugleichen.
Nach einer fünfjährigen Dislozierung in Deutschland wurde sie im Mai 1956 wieder in Fort Lewis im US-Bundesstaat Washington stationiert und dem US States Pacific Command (PACOM) unterstellt. Bis zum Vietnamkrieg behielt die Division diese Unterstellung und ihren Standort bei.

### Vietnamkrieg
Im September 1966 wurde die 4. US-Infanteriedivision nach Südvietnam verlegt und richtete ihr Hauptquartier in Camp Holloway bei Plei Cu in der Provinz Gia Lai im zentralen Hochland Vietnams ein, wo sie dem II. US-Korps unterstellt wurde.

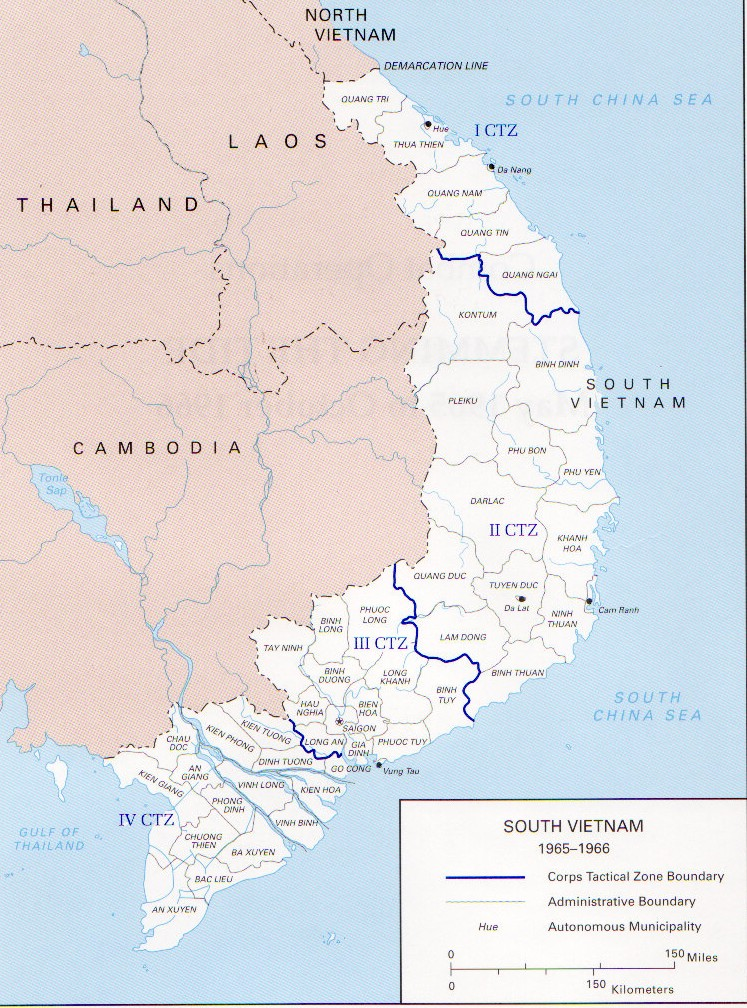
Taktische Einteilung Südvietnams des Military Assistance Command, Vietnam

Die Erste und Zweite Brigade wurden im zentralen Hochland eingesetzt. Die Dritte Brigade einschließlich des Panzerbataillons der Division unterstützte die 23. US-Infanteriedivision (Americal Division) in der Provinz Tây Ninh (in der sogenannten Kriegszone C) nordwestlich von Saigon bei der Operation Attleboro, einer sogenannten Such- und Zerstörungsoperation, die bis Ende November 1966 dauerte.
Von Februar bis Mai 1967 war die Division an der Operation Junction City beteiligt, der einzigen großen Luftlandeoperation des Vietnamkrieges und einer der größten der Militärgeschichte überhaupt. Dieser „Such- und Zerstörungseinsatz“ sollte die Aktivitäten der Vietnamesischen Volksarmee und des Viet Cong in dieser Region endgültig beenden. Gleichzeitig sollte das Hauptquartier für alle nordvietnamesischen Aktivitäten, das „Zentralbüro für Südvietnam“ (Central Office for South Vietnam), lokalisiert und zerstört werden. In der über 70 Tage andauernden Schlacht, bei der die nordvietnamesischen Kräfte hohe Verluste erlitten, konnten diese Ziele allerdings nur zum Teil erreicht werden. Das gesuchte Hauptquartier war rechtzeitig evakuiert worden und operierte für den Rest des Krieges von kambodschanischem Gebiet aus.
Nach diesem Einsatz wurde die 3. Brigade der 25. US-Infanteriedivision unterstellt, die sich während der Tet-Offensive des Vietcong 1968–1969 an der Verteidigung der südvietnamesischen Hauptstadt Sàigòn beteiligte. Gemeinsam mit ihrem neuen Mutterverband diente sie im Rahmen des „Vietnamisierungs-Programms“ (Nixon-Doktrin) bis 1970 als Ausbildungseinheit bei den südvietnamesischen Streitkräften.
Diese Schwächung wurde durch Teile der Task Force Oregon kompensiert, als die 4. US-Infanteriedivision in der Provinz Quảng Ngãi im Einsatz war. Während ihrer Zeit in Vietnam unternahm die Division diverse Operationen im westlichen zentralen Hochland entlang der Grenze zu Kambodscha, um die Infiltration Südvietnams durch den Vietcong zu unterbinden und seine Nachschubwege (Teile des Ho-Chi-Minh-Pfades) zu unterbrechen. Im Herbst 1967 war sie bei Kontum in heftige Gefechte mit der regulären Vietnamesischen Volksarmee verwickelt.
Im April 1970 wurde die 3. Brigade aus der 25. US-Infanteriedivision herausgelöst und zurück nach Fort Lewis verlegt, wo sie demobilisiert wurde. Die „Vierte“ wurde im selben Jahr im Rahmen der sogenannten Cambodian Campaign („Schlacht von Kambodscha“), ebenso Cambodian Incursion („Einfall in Kambodscha“) genannt, eingesetzt. Dies war ein groß angelegter Feldzug, der aus dreizehn einzelnen Operationen in Südkambodscha bestand und hauptsächlich von den südvietnamesischen Streitkräften bestritten wurde. Wegen ihrer überdurchschnittlichen Erfolge in diesen Kämpfen wurde die Division nach Ende des Einsatzes zur Auffrischung in die Etappe verlegt, im Rahmen des „Vietnamisierungs-Programms“ am 8. Dezember 1970 vom asiatischen Kriegsschauplatz zurückgezogen und nach Fort Carson im US-Bundesstaat Colorado verlegt.
Die Gesamtverluste der 4. US-Infanteriedivision im Vietnamkrieg betrugen 2.541 Tote und 15.229 Verwundete.

### Reorganisation und Eingreifreserve
Nachdem der Verband sein neues Hauptquartier in Fort Carson, Colorado, eingerichtet hatte, wurde er zu einer mechanisierten Infanteriedivision umgewandelt und entsprechend umstrukturiert und ausgerüstet.
Anschließend begann ein umfangreiches Ausbildungsprogramm, um diese neue taktische Ausrichtung zu erlernen. Nachdem dieser Prozess abgeschlossen war, behielt die Division ihren Standort für die nächsten 25 Jahre bei und diente als Teil der weltweit verlegbaren schnellen Eingreifreserve der Army. In dieser Zeit wandelte sich ihr alter Spitzname Ivy Division (deutsch: „Efeudivision“) zu dem heute gebräuchlicheren Iron Horse („Dampfross“), weil der Verband nun gepanzert war und täglich bereitstand, um in jeder erdenklichen Krisenregion der Welt eingesetzt zu werden. In dieser Funktion war der Bereitschaftsgrad, die Intensität der Ausbildung und der Manöverturnus im Vergleich zu anderen amerikanischen Verbänden überdurchschnittlich hoch.

### Umflaggung, Digitalisierung (EXFOR) und Neuausrichtung (Force XXI)

#### Umflaggung
Entsprechend den Plänen des Heeresstaatssekretärs (SECARM) für eine Umstrukturierung der zehn Divisionen wurde die Flagge der 2. US-Panzerdivision in Fort Hood, Texas, eingeholt und dieser Verband am 15. Dezember 1995:S. 29 zur 4. US-Infanteriedivision umgeflaggt und partiell mit der eigentlichen „Vierten“ vereint, die von Fort Carson nach Fort Hood verlegt wurde. Bei dieser Zusammenführung wurden einige Truppenteile demobilisiert. Der Division wurde im Rahmen dieser Maßnahme eine dritte Kampfbrigade zugeteilt.

#### EXFOR und Umorganisation zur ersten digitalisierten Division
Die 4. US-Infanteriedivision wurde der US Army Experimental Force (EXFOR) (Heeresexperimentalkräfte) unterstellt. Dieser EXFOR gehörten die Truppen der Army an, die in das Army Warfighting Experiment (AWE) (dt. „Heeres-Gefechtsführungsexperiment“) eingebunden waren, ein Programm zur Digitalisierung und modularen Reorganisation der Divisions- und Brigadestruktur der Landstreitkräfte. Dazu wurden umfangreiche und einzigartige neue Trainingseinrichtungen in Fort Hood geschaffen, die insbesondere die geplanten digitalen Kommando- und Kontrolleinrichtungen darstellten und so deren Entwicklung, Erprobung und Ausbildung an ebendiesen ermöglichte. Diese neue Trainingsumgebung nutzte eine Kombination herkömmlicher computergestützter Simulationsprogramme (Simulation Network (SIMNET)) mit neu entwickelter Simulationssoftware. Dadurch konnte der künftig digitalisierte Informationsaustausch auf allen Ebenen der Division bis hinunter zum einzelnen Schützenpanzer simuliert werden und die Soldaten mit der neuen Kommando- und Kontrollkommunikationstechnik (Single channel Ground and Airborne Radio System – Systems Improvement Program (SINCGARS-SIP), „Einzelkanal-Boden-und-Luft-Funksystem“ – „Systemverbesserungsprogramm“) und der neuen (Enhanced Position Location Reporting System (EPLRS), „Erweitertes Positions-Meldungs-System“) vertraut gemacht werden.
Diese Digitalisierung ermöglichte es, den in dieses taktische Netzwerk eingebundenen Einheiten und Kommandoebenen in Echtzeit Daten auszutauschen und die Standorte der jeweils anderen anzuzeigen.
1997 wurde die Division der erste Verband, der gemäß der in der Heeresreform von 1997 (Force XXI, „Streitkraft XXI“) geplanten Digitalisierung aller Divisionen, mit diesen neuen Kommunikations- und Kontrollmodulen vom Typ FBCB2 ausgerüstet wurde.

#### Beginn der Force-XXI-Umsetzung

Visualisierung der Heeresreform (Transformation of the US-Army)

1998 begann die schrittweise Umgruppierung hin zur Verwirklichung des modularen Brigadekonzepts der Heeresreform (ebenfalls im Rahmen Force-XXI). Die 4. US-Infanteriedivision war hier ebenso der Vorreiter für alle weiteren Umstrukturierungen auf Divisions- und Brigadeebene der Army. Im selben Jahr wurde ein Pilotprogramm zur Umgruppierung und gemeinsamen Ausbildungs- und Ressourcennutzung zwischen aktiven und Nationalgardeverbänden auf Divisionsebene gestartet, nachdem der Generalstabschef der Army General Dennis J. Reimer dies zuvor postuliert hatte.
Im selben Jahr wurde dem Verband eine eigene Heeresfliegerbrigade, die 4th Aviation Brigade (Iron Eagles) unterstellt, als erster Schritt zur Umstrukturierung zur modularen Heeresdivision. Im Sommer kam das 1st Battalion 4th Aviation (R/A) bereits zum Einsatz, als es während der G 8-Friedenskonferenz im bosnischen Sarajevo mit seinen Kampfhubschraubern vom Typ Hughes AH-64 Apache den Luftraum sicherte.:S. 31
Als Kernverband der Erprobung und schrittweisen Umsetzung der Heeresreform (Force XXI) trainierte, testete und evaluierte die 4. US-Infanteriedivision bis 2001 72 Direktiven der Reform in der Praxis, einschließlich der Division Capstone Exercise (DCX) (Divisions-Capstone-Manöver), das am 22. Mai 2001 im National Training Center (NTC) in Fort Irwin im US-Bundesstaat, Kalifornien, dem modernsten Übungszentrum für Panzer- und Panzergrenadiereinheiten der Army stattfand. Bei diesem Manöver, an dem mehr als 7.000 Mann teilnahmen, konnte die 4. US-Infanteriedivision die lokale Opposing Force (Manövereinheit zur Feinddarstellung), das 11th Armored Cavalry Regiment (Black Horses / „Rappen“), deutlich schlagen und die Vorteile der Neuerungen erstmals in der Praxis beweisen.
Nach dieser Großübung wurde die Vierte aus dem Erprobungsprogramm der Army wieder ausgegliedert.

### Irakkrieg und Neuorganisation

#### Irakkrieg
Die Planungen für den Irakkrieg im Jahr 2003 sahen die „Vierte“ als Speerspitze eines Vorstoßes aus der Türkei in den Nordirak vor. Diese Planungen wurden am 9. Januar 2003 intern bekanntgegeben und die Division in Alarmbereitschaft versetzt.

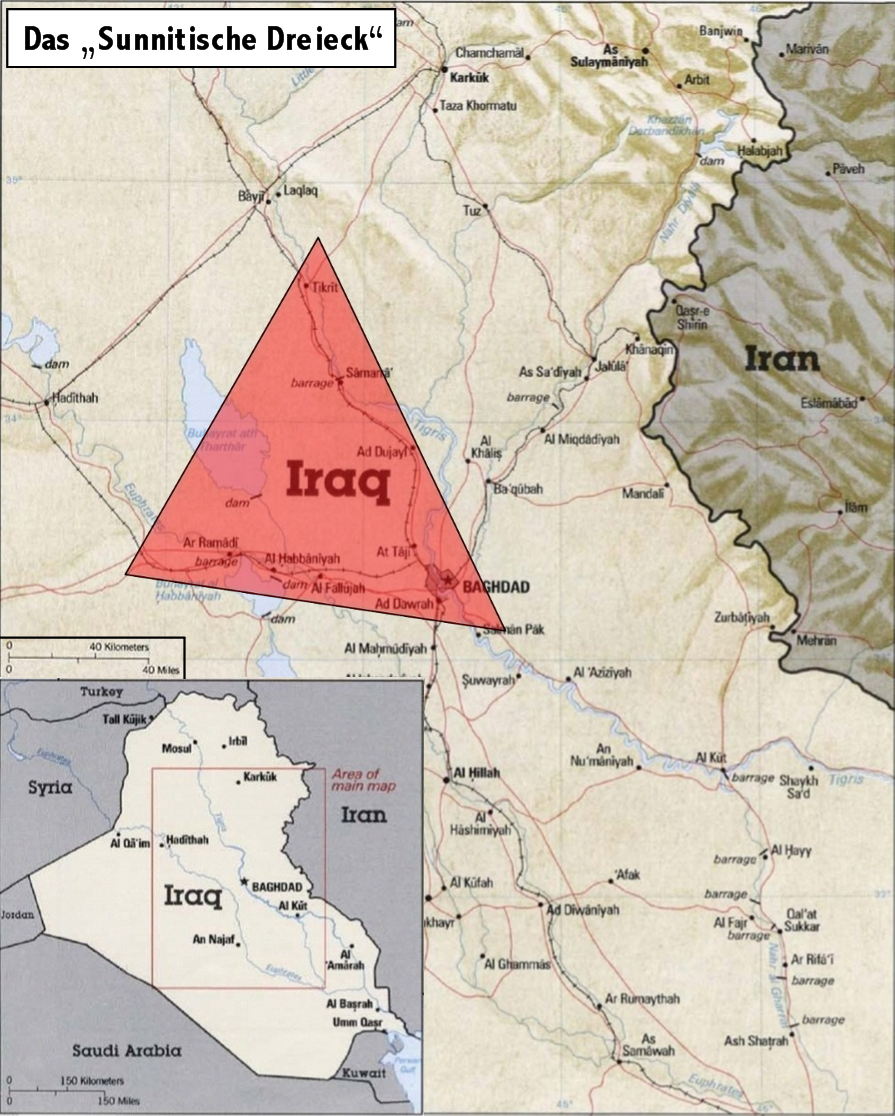
Sunnitisches Dreieck im Irak

Entgegen amerikanischen Erwartungen untersagte das türkische Parlament den USA jedoch, türkischen Boden zum Angriff auf den Irak zu benutzen. Daher wurde der gesamte Verband an Bord von 14 entsprechend ausgerüsteten Schiffen in die Region verbracht und dort vorgehalten, um beim Angriff von See her angelandet zu werden.
Die 4. Infanteriedivision erreichte Kuwait am 15. April 2003, nachdem der Krieg bereits begonnen hatte.:S. 32 In dieser Phase war sie mehrmals durch irakische Abschüsse von Kurzstrecken-Boden-Boden-Raketen vom Typ Scud bedroht. Da zu diesem Zeitpunkt noch mit einer Eskalation bis hin zur Anwendung von Massenvernichtungswaffen gerechnet wurde, musste die Division in vollständiger Chemiewaffen-Schutzausrüstung Bunker in Camp Wolf und Udairii aufsuchen. Dies führte zu einer Verzögerung ihrer Bereitstellung, sodass sie schließlich erst nach der Anfangsphase des Krieges bei den Angriffen auf Mosul und die Widerstandshochburg Tikrit zum Einsatz kam. Diese Städte nahm die 4. US-Infanteriedivision zusammen mit anderen Verbänden ein. Die Division richtete ihr Hauptquartier in einem ehemaligen Palast Saddam Husseins im sogenannten Sunnitischen Dreieck nahe Tikrit ein, während das 3rd Heavy Brigade Combat Team (3. Panzerbrigade) Quartier auf dem Luftwaffenstützpunkt Balad Air Base bezog.
Von Juli bis August 2003 gelang es Einheiten der 4. US-Infanteriedivision, die iranischen Volksmudschahedin im Nordirak zu entwaffnen. In der Schlussphase des Krieges wurde sie im Nordirak eingesetzt, um das Gebiet zwischen Kirkuk und der iranischen Grenze nach vermuteten Schlupfwinkeln des ehemaligen Staatspräsidenten des Irak, Saddam Hussein, und seiner Familie zu durchkämmen. Dabei hatte sie am 13. Dezember 2003 ihren größten Erfolg, als es Truppenteilen des 1st Heavy Brigade Combat Team (1. Panzerbrigade) gemeinsam mit Spezialeinsatzkräften gelang, den flüchtigen Saddam Hussein festzunehmen (Operation Red Dawn, „Unternehmen Rote Morgendämmerung“).:S. 33 Im Frühjahr 2004 wurde die Division aus dem Irak abgezogen und von der 1. US-Infanteriedivision abgelöst.
In diesem ersten Einsatz im Irak betrugen die Verluste der Division 82 Tote.

#### Kritik

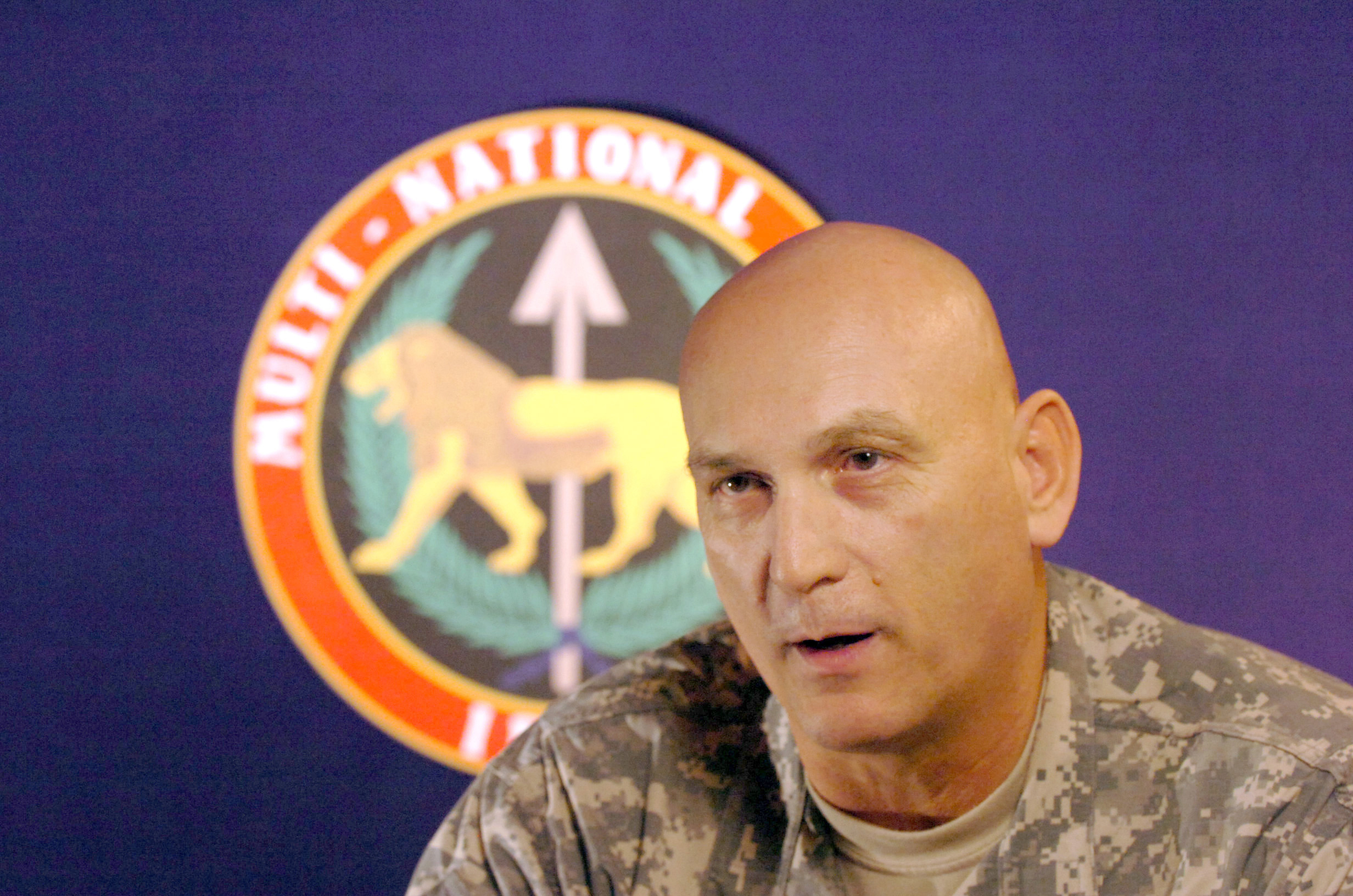
Lieutenant General (inzw. befördert) Raymond T. Odierno, verantwortlicher Kommandeur der Vierten während des ersten Irakeinsatzes

Der damalige Kommandeur des Verbandes, Major General Raymond T. Odierno, erzielte diese Erfolge durch ein bis an die Grenzen der Genfer Konventionen gehendes rigoroses und rücksichtsloses Vorgehen. Laut einer Darstellung der Washington Post vom 24. Juli 2006 war es gängige Praxis der Division, Dörfer vollständig zu umstellen, die wehrfähige männliche Bevölkerung pauschal als Terrorverdächtige gefangen zu nehmen und in das als Verhörzentrum dienende Abu-Ghuraib-Gefängnis zu überstellen. Dieses Vorgehen stellte keine Ausnahme dar und führte sogar zu heeresinternen Beschwerden der verantwortlichen Gefängnisleitung der Militärpolizei, die der schieren Quantität der Gefangenen nicht mehr Herr zu werden drohte. Die Einheit versuchte durch diese und andere Maßnahmen dem Anwachsen des irregulären Widerstandes zu begegnen.
Vereinzelt griffen Mitglieder des Verbandes in einer Weise auf Akteure über, die nach US-Militärstrafrecht verboten ist. Beispielsweise töteten sie vermeintliche Aufständische und Bewaffnete, die sich im Nachhinein als unbeteiligte Zivilisten herausstellten. Diese und weniger gravierende Verbrechen und Vergehen wurden jedoch nicht in allen Fällen angeklagt, weil entweder Zeugen, meist Kameraden, diese Taten nicht anzeigten oder sie von verantwortlichen Kommandeuren gedeckt wurden. Die Publikation dieser aggressiven Kampfführung in verschiedenen Presseorganen trug dazu bei, die Zivilbevölkerung von der ursprünglich als Befreier auftretenden Besatzungsmacht zu entfremden. Selbst Kameraden des Heeresnachrichtendienstes der 101. US-Luftlandedivision beschrieben Soldaten der Vierten als „gemein und hässlich dreinschauende Individuen, die sich nichts daraus machten, auf einem Laster stehend ihre Waffen auf Zivilisten zu richten.“ Im Interview mit der Washington Post werteten sie dieses Verhalten als „falsch und kontraproduktiv“.

#### Neuorganisation zur modularen Brigadestruktur
Nach ihrem Irakeinsatz wurde die Division entsprechend der in der 1997 postulierten Heeresreform, am 16. Dezember 2004 offiziell in eine modulare Brigadenstruktur überführt. Damit war die 1997 begonnene Umstrukturierung des Force-XXI-Programms endgültig abgeschlossen. Das hatte zur Folge, dass von nun an jede Brigade ihre eigenen Kampfunterstützungsmittel (Aufklärung, Artillerie, Panzerjäger) anderer Waffengattungen des Heeres in sich vereinte und somit in dieser Hinsicht von der Division unabhängig wurde.

#### Besatzungszeit im Irak
Im Herbst 2005 wurde die nun modulare Division, der für diesen Einsatz noch eine eigene Artilleriebrigade mit Raketenwerfern vom Typ MLRS unterstellt wurde, wieder in den Irak verlegt, um die 3. US-Infanteriedivision abzulösen, die der Multi-National Force Iraq („Multinationale Truppe im Irak“) unterstellt und nach Camp Liberty in Bagdad verlegt wurde. Durch die neue Struktur und die neue vierte Kampfbrigade, sowie die temporär unterstellte Artilleriebrigade erlebte die Division einen Zuwachs auf 20.000 Mann Stärke.

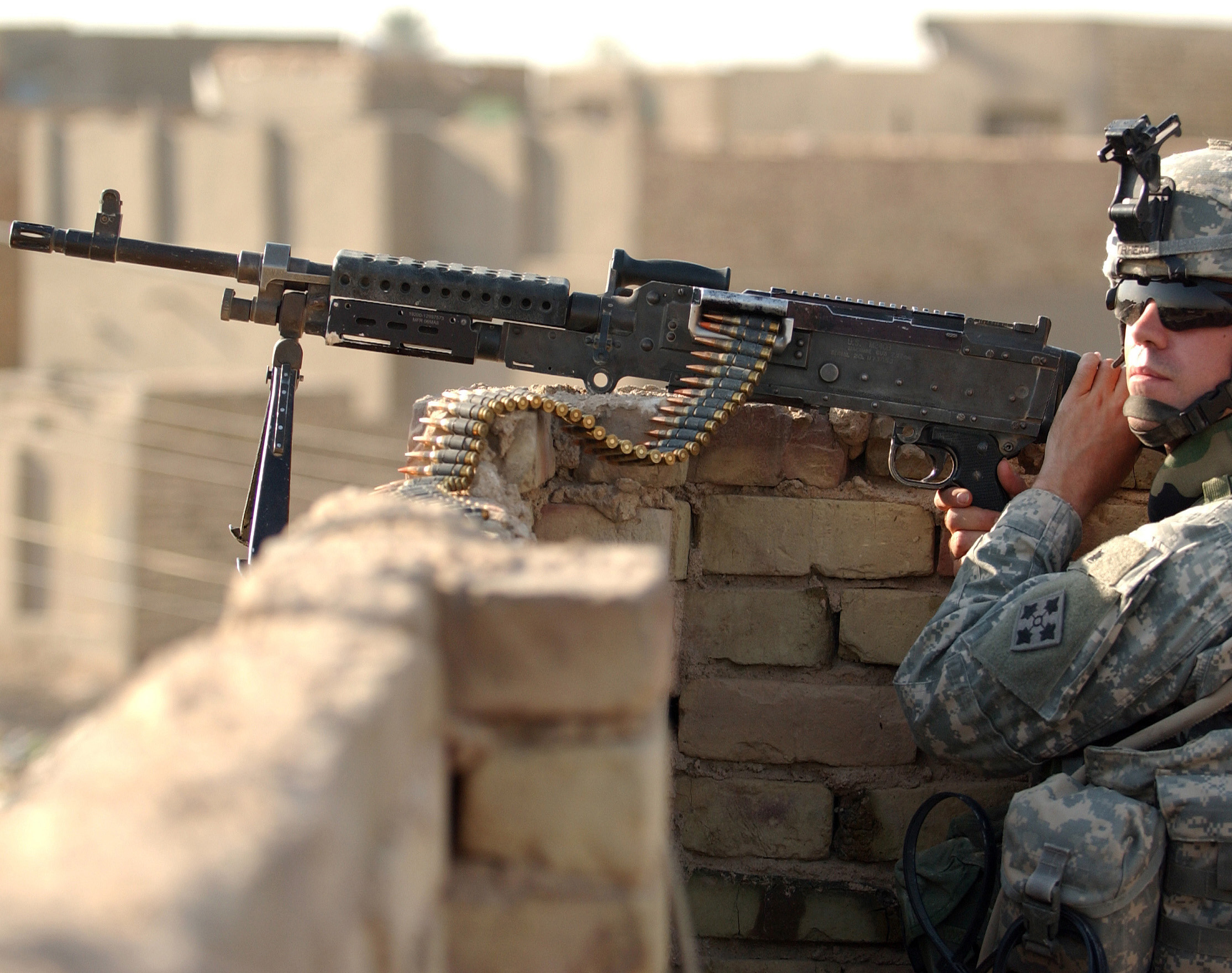
Soldat der 4. US-Infanteriedivision mit M240 im Anschlag, Irak 2006

Der Verband übernahm die militärische Verantwortung für die Zentral- und Südprovinzen des Irak mit den Ballungszentren Bagdad, Kerbela, an-Nadschaf und Babil sowie die Ausbildung irakischer Sicherheitskräfte, die in diesen vier Provinzen Guerilleros bekämpfen und die öffentliche Sicherheit gewährleisten sollten. Während dieser Zeit war die Division gemeinsam mit der 101. US-Luftlandedivision der Task Force Band of Brothers („Einsatzgruppe Geschwisterband“) unterstellt, die im gesamten Irak zur Bekämpfung aufrührerischer Gruppierungen verschiedener Couleur eingesetzt war.
Trotz der kritischen Würdigung der Einsatzpraxis der 4. US-Infanteriedivision durch die Presse und anderer Army-Dienststellen im Jahr 2003 knüpfte ihr neuer Kommandeur Major General James D. Thurman an dieselbe Vorgehensweise wie sein Vorgänger an. Die nach Army-Eigendarstellung „intensiven und konzertierten“ Einsätze führten zu einem Zusammenbruch des Widerstandes im sunnitischen Dreieck. Dieses rigorose Vorgehen führte diesmal wieder dazu, dass neuerlich viele unbeteiligte Zivilisten in Mitleidenschaft gezogen wurden. Nachteilige Folgen (Kollateralschäden), die eine Anti-Guerilla-Kriegsführung mit sich bringt, wie getötete Unbeteiligte, die Festnahme Unschuldiger, das Anwachsen von Obdachlosigkeit durch im Kampf zerstörte Häuser und die allgemeine Verunsicherung der Zivilbevölkerung durch das jederzeit aufflackernde Gefecht in Wohngebieten waren die logischen Konsequenzen, die zu einer weiteren Entfremdung der irakischen Zivilbevölkerung führten.
Obwohl bereits 2004 Fotos von Misshandlungen im Abu-Ghuraib-Gefängnis von CBS veröffentlicht wurden, kam die Masse der kompromittierenden Bilder, die den Abu-Ghuraib-Folterskandal begründeten, erst Anfang 2006 in die Medien. Die Veröffentlichung fiel also in die Zeit, in der die 4. US-Infanteriedivision für die Bewachung und Zuführung von Terrorverdächtigen zuständig war. Die Verhöre hingegen fielen in den Zuständigkeitsbereich der Spezialeinheiten und Nachrichtendienste, wie CIA und DIA, damit waren diese Organisationen auch verantwortlich für die rechtswidrigen Folterungen.
Trotz dieser problematischen Entwicklung und der Zunahme aufrührerischer Aktivitäten in anderen Landesteilen gelang es nach offiziellen Angaben der US Army:S. 35 während dieser Stationierungsrunde, die ersten demokratischen Wahlen abzuhalten, die irakischen Sicherheitskräfte an größere und sensiblere Aufgaben heranzuführen und die stark beschädigte Infrastruktur für die Bevölkerung zu verbessern. Ende 2006 war der Einsatz im Irak für die Division beendet und sie wurde wieder in ihren Heimatstandorte Fort Hood, Texas, und Fort Carson, Colorado, verlegt.
Die Gesamtverlustzahlen der Division während der Besatzungszeit belaufen sich auf insgesamt 227 Tote.

## Auftrag
Auftragsdefinition laut offizieller Eigendarstellung der Army:

„Die Division bildet Kampfbrigaden (Brigade Combat Teams) aus, stellt sie bereit und versorgt sie, um sie auf Befehl des Kommandeurs des zuständigen Regionalkommandos, dem sie im Einsatzfall temporär unterstellt wird, das gesamte Spektrum moderner Gefechtsführung ausführen zu lassen und seine militärischen Vorgaben umzusetzen.“

Als Teil des III. US-Korps (America’s Hammer, deutsch „Amerikas Hammer“), einem von vier US-Korps, bildet sie zusammen mit der 1. US-Kavalleriedivision, ebenfalls eine Panzerdivision, die strategische und globale Eingreifreserve für schwere Bodenstreitkräfte der Army. In dieser Funktion wird sie grundsätzlich an allen Brennpunkten der Welt eingesetzt, wo die Regierung der Vereinigten Staaten es für die Umsetzung ihrer politischen Ziele für erforderlich hält.
Der Verband ist im Gegensatz zu vielen anderen Divisionen der Army nicht traditionell mit einer bestimmten Region verbunden, da er sein Hauptquartier immer in den USA hatte. Ausnahmen hiervon stellen lediglich seine Dislozierung in Deutschland von 1951 bis 1956 und die Kriegseinsätze dar.

## Organisation und Bewaffnung (Großgerät)

Organigramm der 4. US-Infanteriedivision (militärisches Symbol)

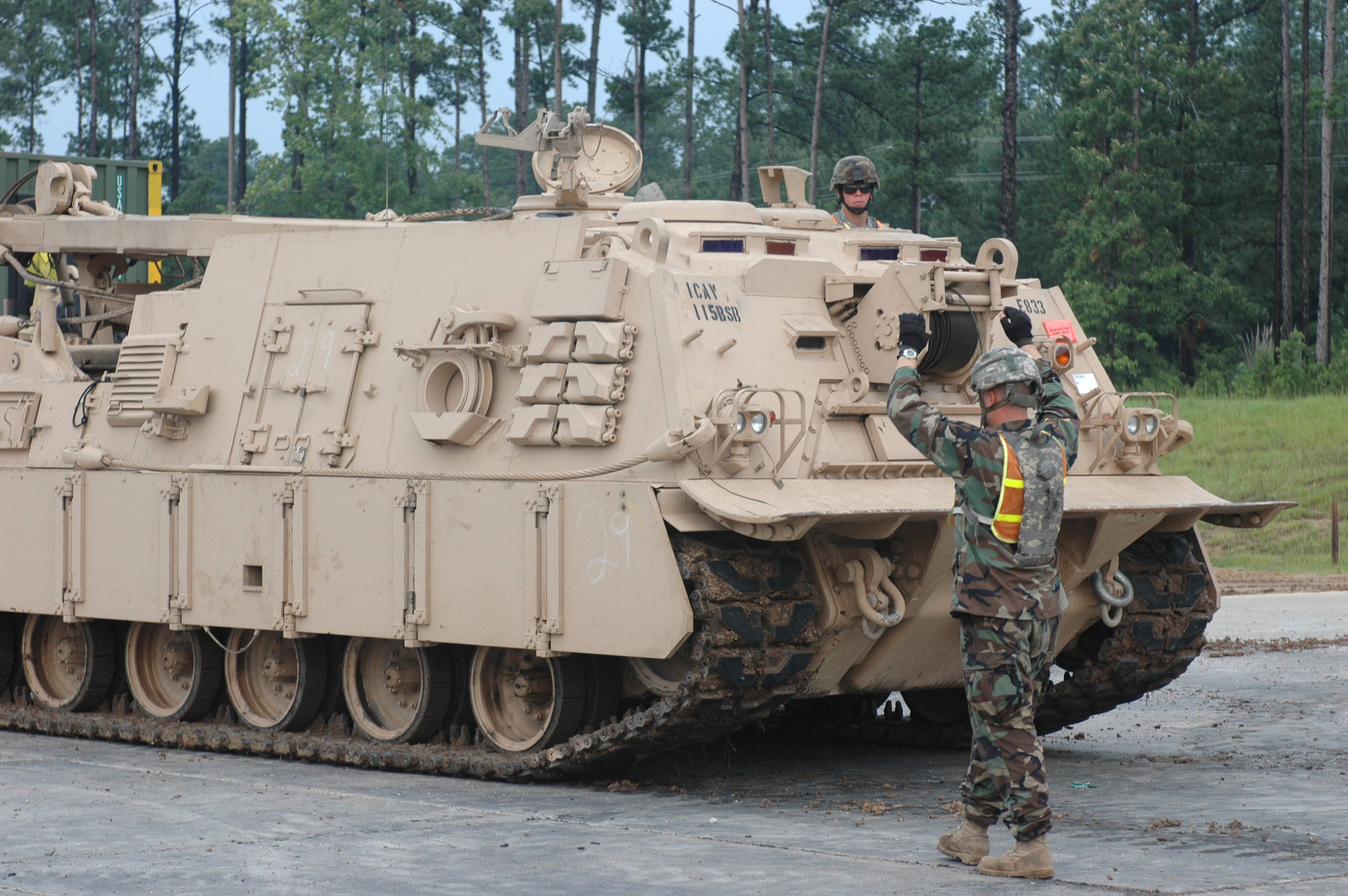
M88A2-HERCULES-Bergepanzer, wie ihn die 4. US-Infanteriedivision einsetzt

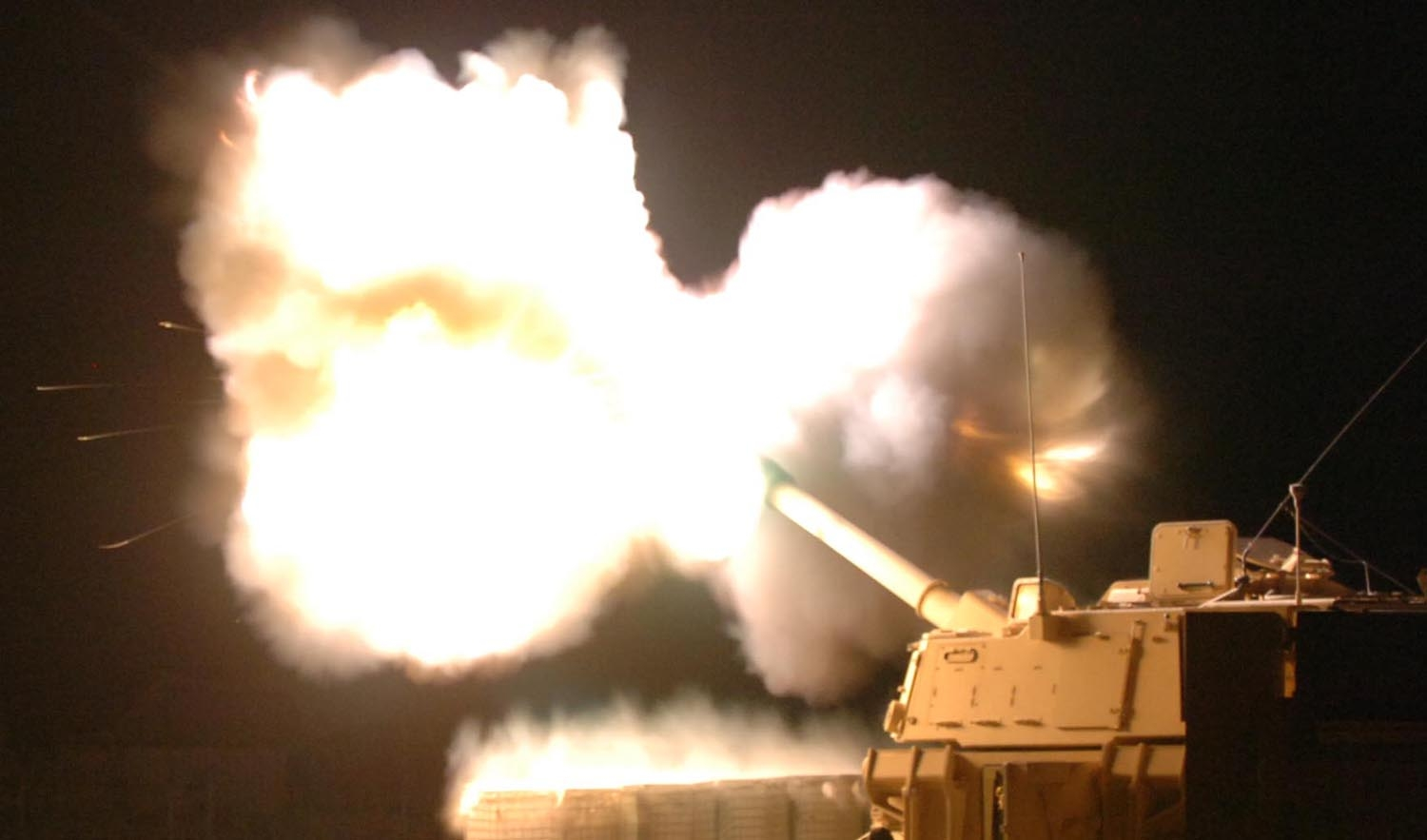
M109A6 Paladin feuert bei Nacht

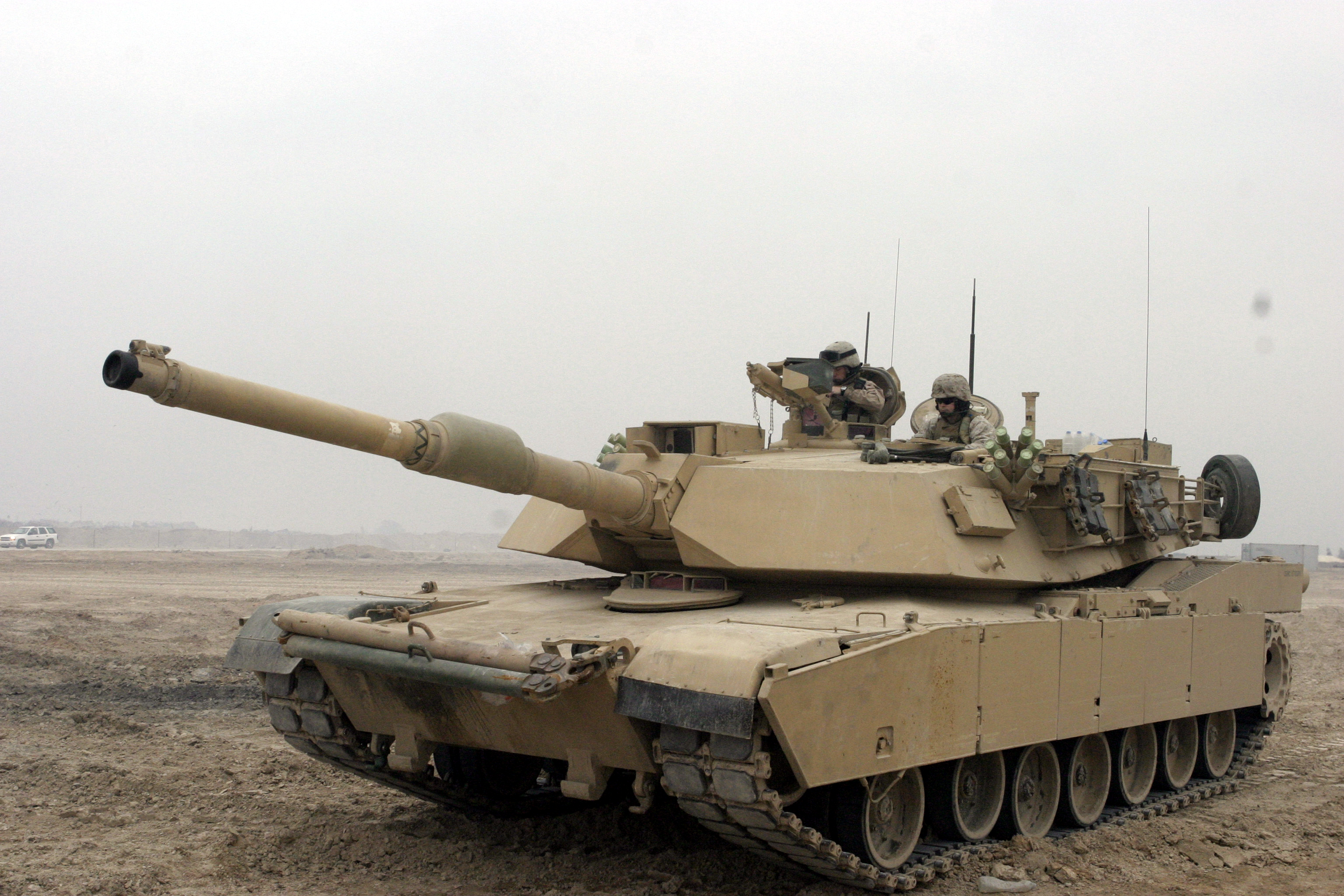
M1A1 Abrams bei Falludscha

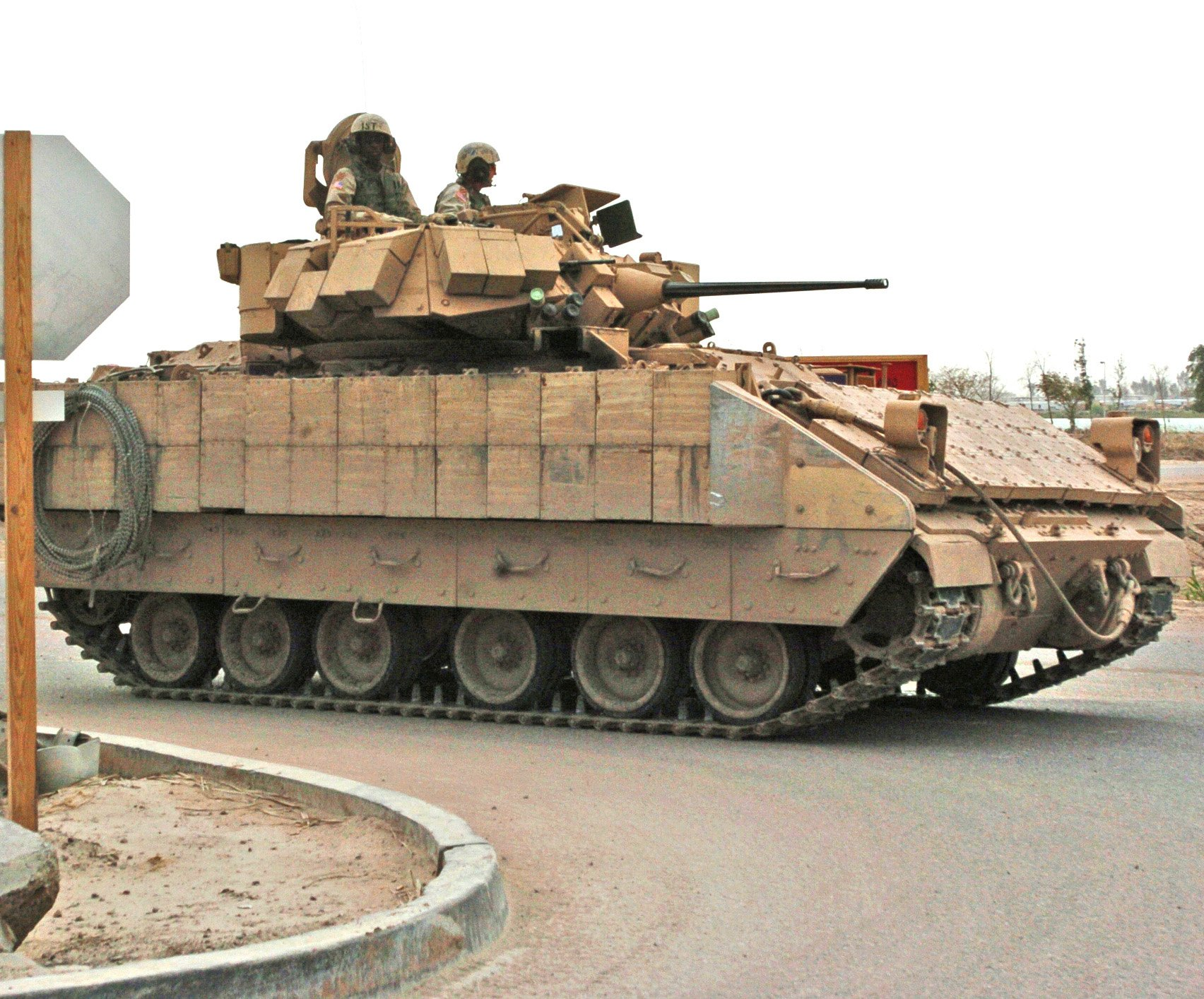
M2A2 Bradley

Die 4. US-Infanteriedivision verfügt über drei Kampfbrigaden mit integrierten Aufklärungs-, Artillerie- und Unterstützungstruppenteilen, eine Heeresfliegerbrigade, eine Unterstützungsbrigade, die Divisionsartillerie und ein Stabsbataillon. Die Terminologie als „Infanteriedivision“ ist historisch bedingt und seit der Heeresreform kein Hinweis mehr auf die tatsächliche Ausrüstung und Struktur einer US-Division.
 Die Brigaden der 4. US-Infanteriedivision bestehen aus folgenden Verbänden:
- Stabsbataillon
- 1. Strykerbrigade Stryker Brigade Combat Team (SBCT)
  - Brigade Hauptquartier und Hauptquartierkompanie
  - 2. Eskadron, 1. Kavallerieregiment
  - 1. Bataillon, 38. Infanterieregiment
  - 2. Bataillon, 23. Infanterieregiment
  - 4. Bataillon, 9. Infanterieregiment
  - 2. Bataillon, 12. Feldartillerieregiment
  - 299. Brigadepionierbataillon
  - 4. Brigadeunterstützungsbataillon
- 2. Strykerbrigade Stryker Brigade Combat Team (SBCT)
  - Brigade Hauptquartier und Hauptquartierkompanie
  - 3. Eskadron, 61. Kavallerieregiment
  - 1. Bataillon, 12. Infanterieregiment
  - 2. Bataillon, 12. Infanterieregiment
  - 1. Bataillon, 41. Infanterieregiment
  - 2. Bataillon, 77. Feldartillerieregiment
  - 52. Brigadepionierbataillon
  - 704. Brigadeunterstützungsbataillon
- 3. Panzerbrigade (3. ABCT) (3rd Armored Brigade Combat Team) Armored Brigade Combat Teams (ABCT)
  - Brigade Hauptquartier und Hauptquartierkompanie
  - 4. Eskadron, 10. Kavallerieregiment
  - 1. Bataillon, 66. Panzerregiment
  - 1. Bataillon, 68. Panzerregiment
  - 1. Bataillon, 41. Infanterieregiment
  - 3. Bataillon, 29. Feldartillerieregiment
  - 588. Brigadepionierbataillon
  - 64. Brigadeunterstützungsbataillon
- 4. Infanteriedivision Artillerie
  - Hauptquartier und Hauptquartierkompanie
- 4. Heeresfliegerbrigade
  - Brigade Hauptquartier und Hauptquartierkompanie
  - 2. Angriffsbataillon, 4. Heeresfliegerregiment, ausgerüstet mit Mehrzweckhubschraubern vom Typ UH-60 Black Hawk
  - 3. Unterstützungsbataillon, 4. Heeresfliegerregiment, ausgerüstet mit Transporthubschraubern vom Typ CH-47 Chinook
  - 4. Angriffs- und Aufklärungsbataillon, 4. Heeresfliegerregiment, ausgerüstet mit AH-64D Apache
  - 6. Angriffs- und Aufklärungsgruppe, 17. Kavallerieregiment, ausgerüstet mit Kampfhubschraubern vom Typ Hughes AH-64D Apache.
  - 404. Heeresfliegerunterstützungsbataillon
- 4. Unterstützungsbrigade
  - Brigade Hauptquartier und Hauptquartierkompanie
  - 4. Spezial Truppen Bataillon
  - 68. Kampfunterstützungsbataillon

## Abzeichen

### Schulterabzeichen
- Beschreibung: Auf einer khakifarbenen Raute, mit einer Seitenlänge von zwei Inch, befinden sich vier Efeublätter von einem schmalen mittigen Zirkel aus zur Kreuzform arrangiert. Die Enden der Blätter füllen jeweils eine der vier Innenkanten der Raute aus.

- Symbolik: Die vier Efeublätter weisen auf ein Wortspiel der römischen Zahl der Division (IV) hin, die im Englischen wie Efeu (ˈaɪ:vi englisch ivy, Efeu) ausgesprochen wird. Das Efeublatt soll außerdem Vertrauenswürdigkeit und Zähigkeit (Hartnäckigkeit) symbolisieren.

- Geschichte: das Schulterabzeichen wurde ursprünglich am 30. Oktober 1918 ohne jeglichen Hintergrund genehmigt und auf olivgrünen Hintergrund (Farbe des damaligen Uniformhemdes) aufgestickt. Am 2. Juli 1958 wurde das Abzeichen geändert und bekam den khakifarbenen Hintergrund. Es war ursprünglich bereits am 4. August 1943 als Schulterabzeichen vorgesehen.

### Einheitsabzeichen
- Beschreibung: Ein aus vergoldetem Metall und emaillierter Oberfläche bestehendes Abzeichen von einem Inch Höhe mit einem grün lackierten Efeublatt und einem Schriftzug des Mottos der Division „steadfast and loyal“ darunter.

- Symbolik: Das Efeublatt ist identisch mit dem des Schulterabzeichens und soll dieselbe Symbolik verkörpern. Der Wahlspruch soll im Abzeichen die Verbundenheit zu ihm symbolisieren.

- Geschichte: Das Einheitsabzeichen wurde am 16. November 1965 genehmigt.[46]

## Führung

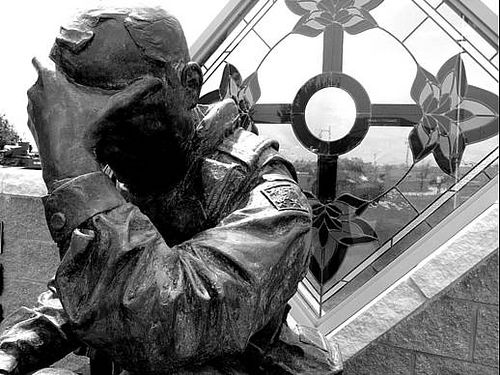
Divisionsdenkmal in Fort Hood, Texas

### Command Group
→Hinweis: Bei den US-Streitkräften führt bereits ein Divisionskommandeur den Titel „Kommandierender General“, abweichend von der internationalen Praxis, dass nur Kommandeure der Korpsebene oder höher diesen Titel führen.
Die Führungsgruppe (Command Group) des Divisionsstabes besteht aus dem Kommandeur einem Generalmajor und seinem Stellvertreter, sowie den Generalstabsoffizieren und dem Command Sergeant Major der Division.
Seit dem 13. Juni 2023 ist General-Major David S. Doyle Kommandierender General der Einheit.

## Traditionspflege (Denkmal, Museum, Marschlied)
Auf dem Gelände von Fort Hood, dem Heimatstandort der 4. US-Infanteriedivision, befindet sich ein Denkmal der Division.
Das eigene Museum des Verbandes, das 4th Infantry Division Museum, befindet sich ebenfalls auf dem Gelände seines Heimatstützpunktes Fort Hood und ist öffentlich zugänglich.
Die Division hat ein eigenes Marschlied (4th Infantry Division March):

„Steadfast and loyal,
We’re fit to fight!
The nation's finest Soldiers,
Keep liberty's light.
Our Soldiers roar for freedom,
We’re fit for any test.
The mighty 4th Division…
America's best“

„Standfest und loyal,
Wir sind kampfbereit!
Die besten Soldaten der Nation,
halten die Fackel der Freiheit hoch.
Unsere Soldaten verlangen nach Freiheit.
wir sind bereit für jede Herausforderung.
Die mächtige 4. Division…
Amerikas Beste!“